# Павусу
Павусу (порт. Pavussu) — муниципалитет в Бразилии, входит в штат Пиауи. Составная часть мезорегиона Юго-запад штата Пиауи. Входит в экономико-статистический микрорегион Флориану. Население составляет 3663 человек на 2010 год. Занимает площадь 1090,697 км². Плотность населения — 3,36 чел./км².

## Демография
Согласно сведениям, собранным в ходе переписи 2010 г. Национальным институтом географии и статистики (IBGE), население муниципалитета составляет:
| Полное население                               | Полное население                               | Полное население                               | Полное население                               | 3663  |
| ---------------------------------------------- | ---------------------------------------------- | ---------------------------------------------- | ---------------------------------------------- | ----- |
| в том числе:                                   | Городское население                            | 1793                                           | Процент городского населения, %                | 48,95 |
|                                                | Сельское население                             | 1870                                           | Процент сельского населения, %                 | 51,05 |
|                                                | Мужское население                              | 1950                                           | Процент мужского населения, %                  | 53,24 |
|                                                | Женское население                              | 1713                                           | Процент женского населения, %                  | 46,76 |
| Плотность населения, чел/км²                   | Плотность населения, чел/км²                   | Плотность населения, чел/км²                   | Плотность населения, чел/км²                   | 3,36  |
| Население муниципалитета в % к населению штата | Население муниципалитета в % к населению штата | Население муниципалитета в % к населению штата | Население муниципалитета в % к населению штата | 0,12  |

По данным оценки 2016 года, население муниципалитета составляет 3637 жителей.

## Статистика
- Валовой внутренний продукт на 2003 год составляет 6 486 021,00 реалов (данные: Бразильский институт географии и статистики).
- Валовой внутренний продукт на душу населения на 2003 год составляет 1651,23 реалов (данные: Бразильский институт географии и статистики).
- Индекс развития человеческого потенциала на 2000 год составляет 0,555 (данные: Программа развития ООН).